# Monuments to an Elegy
Monuments to an Elegy är det nionde studioalbumet av det amerikanska alternativ rock-bandet The Smashing Pumpkins, utgivet den 9 december 2014. Liksom Oceania är detta album tänkt att vara en del av projektet Teargarden by Kaleidyscope.
Trummisen Mike Byrne och basisten Nicole Fiorentino hade båda nyligen avgått från bandet innan inspelningen av albumet. Fiorentinos roll togs då över av frontfiguren Billy Corgan, medan Tommy Lee från Mötley Crüe skötte trummorna. Corgan har beskrivit albumets sound som "gitarrer, gitarrer, gitarrer och mer gitarrer".
Första singeln "Being Beige" hade premiär på Soundcloud den 20 oktober 2014. I en intervju med Rolling Stone sa Corgan, "Folk ber mig alltid att förklara låtar, och helt ärligt kan jag inte det. Men om det finns ärlighet i den här texten så handlar det om att något är på tok i vårt kosmos. Ändå måste vi älska det." Följande månad släpptes även "One and All (We Are)" och "Drum + Fife" som singlar.
Turnén för albumet startade den 26 november. Förutom Corgan och Jeff Schroeder, bandets enda nuvarande medlemmar, består turnéuppsättningen även av The Killers-basisten Mark Stoermer och Rage Against the Machine-trummisen Brad Wilk.

## Låtlista
Alla låtar är skrivna och komponerade av Billy Corgan. 
| Nr | Titel       | Längd |
| -- | ----------- | ----- |
| 1. | Tiberius    | 3:02  |
| 2. | Being Beige | 3:39  |
| 3. | Anaise!     | 3:33  |
| 4. | One and All | 3:44  |
| 5. | Run2Me      | 4:08  |
| 6. | Drum + Fife | 3:54  |
| 7. | Monuments   | 3:30  |
| 8. | Dorian      | 3:45  |
| 9. | Anti-Hero   | 3:20  |

## Medverkande
The Smashing Pumpkins
- Billy Corgan – sång, gitarr, bas, keyboard, producent
- Jeff Schroeder – gitarr, producent

Övriga musiker
- Tommy Lee – trummor

Produktion
- Howard Willing – producent
- David Bottrill – ljudmix
- Howie Weinberg – mastering